# Пиньеро, Лисандро
Лисандро Херонимо Пиньеро (исп. Lisandro Geronimo Piñero; родился 15 июля 2007) — аргентинский футболист, вингер клуба «Банфилд».

## Клубная карьера
Воспитанник футбольной академии «Банфилда», за которую выступал с 11-летнего возраста. В июле 2023 года подписал свой первый профессиональный контракт с клубом. 23 сентября 2024 года дебютировал в основном составе «Банфилда», выйдя на замену в матче аргентинской Примеры против клуба «Индепендьенте Ривадавия».